# Lucinha Turnbull
Lúcia Maria Turnbull, conocida como Lucinha Turnbull (22 de abril de 1953, San Pablo) es una cantante, compositora y guitarrista brasilera.
Lucinha Turnbull fue la primera mujer en tocar guitarra en Brasil. Hija de padre escocés y madre brasilera, a los 16 años se mudó para Londres, donde formó el grupo folk Solid British Hat Band. 
De regreso a Brasil en 1972, hizo el show de apertura para Os Mutantes en el Teatro Oficina en San Paulo. En seguida formó un dúo con Rita Lee, las Cilibrinas del Éden, y participaron del Festival Phono 73, en San Paulo.
En 1973, pasó a actuar como guitarrista y vocalista, al lado de Rita Lee, en el grupo Tutti Frutti, con el cual excursionó por Brasil.
En 1976, formó el grupo Bandolim y participó del musical "Rocky Horror Show".
En 1977 participó de los vocales de "Refavela" y "Refestança"  con Gilberto Gil y Rita Lee. A lo largo de su carrera, tocó y cantó en discos de Caetano Veloso ("Cinema transcendental"), Rita Lee ("Babilônia"), Moraes Moreira ("Lá vem o Brasil descendo a ladeira"), Guilherme Arantes ("Corações paulistas") y Erasmo Carlos ("Erasmo convida"), entre otros. 
Lanzó su primer LP, "Aroma", producido por Perinho Santana en 1979. Su música "Bobagem (c/ Rita Lee) incluida en el disco "Marginal", de Cássia Eller". Tiene trabajos con Suely Mesquita, Mauro Santa Cecília Mathilda Kóvak y Marcio Lomiranda.

## Premios
- 1974 - Melhor Guitarra Rítmica de Brasil dado por la "Revista Pop".